# Битва у горы Гарган
Битва у горы Гарган — сражение 72 года до н. э. между римскими и повстанческими войсками в ходе восстания Спартака, закончившееся поражением повстанцев и гибелью их предводителя Крикса.

## Предыстория
Весной 72 года до н. э. восставшие покинули свой зимний лагерь близ Метапонта и начали двигаться на север, в сторону Цизальпийской Галлии.
Сенат, озабоченный масштабом восстания и поражения преторской армии Глабра и Вариния, отправил для усмирения рабов две консульских армии под командованием Луция Геллия Публикола и Гнея Корнелия Лентула. Каждый из консулов вёл за собой два легиона. Минимальная численность римской армии с учётом вспомогательных войск, таким образом, составляла 30 тысяч человек. План консулов, очевидно, заключался в согласовании действий против Спартака с целью окружить его в районе Гарганского полуострова.
Лентул двинулся по Тибуртинской дороге на побережье Адриатики, а Геллий — по Аппиевой дороге в Апулию. Основные силы под командованием Спартака, чтобы избежать разгрома, двинулись ускоренным маршем на северо-запад. При этом от них отделился отряд Крикса, который занял позиции на склонах горы Гарган. Они находились к востоку от дороги, где должно было пройти войско Геллия, и создавали угрозу для правого фланга или тыла римлян. Скорее всего, действия Крикса были спланированы заранее для достижения тактического преимущества. В случае победы над Лентулом армия Геллия могла быть окружена армиями Спартака и Крикса.
Спартак неожиданно для римлян подошёл к Атерну и напал на два легиона Лентула, которые ещё не завершили свой поход через Апеннины. Затем Спартак укрепился в лагере, а легаты Лентула попытались окружить лагерь восставших, но были разгромлены и потеряли обоз.

## Ход битвы
Армии Геллия и Крикса встретились у горы Гарган. Согласно Аппиану, у Крикса было 30 тысяч воинов, согласно Ливию — 20 тысяч.
Восставшие сошлись с римлянами. Сражение закончилось разгромом повстанцев. Сам Крикс, согласно Ливию, был убит претором Квинтом Аррием. В этой битве было уничтожено две трети повстанцев.
Согласно Саллюстию заместитель консула, претор Квинт Аррий, на следующий день атаковал повстанцев, пировавших в лагере. Ему удалось застать противника врасплох; многие даже не успели взять в руки оружие и были уничтожены. Крикс храбро сражался, но был убит вместе с третью своей армии в 20 000 человек.

## Итоги
После уничтожения войска Крикса консул Геллий приступил к преследованию Спартака, которые направлялись к Предальпийской Галлии, в то же время как консул Лентул попытался блокировать путь Спартака. Оба консула планировали зажать войско мятежников между своими армия и уничтожить. Однако Спартак сначала разгромил армию Лентула а потом обрушился на армию Геллия, разбил её и заставил римлян отступить в беспорядке. Историк Аппиан пишет, как Спартак заставил 300 пленных римлян сражаться как гладиаторов до смерти в качестве тризны  по Криксу. После разгрома консулов, Спартак повёл свою армию в 120 тыс. человек на север с максимальной возможной быстротой. По Аппиану, Спартак даже сжёг поклажу, в которой не было острой необходимости, перебил оставшихся пленных и перерезал вьючную скотину.

## В культуре
Битва у горы Гарган описывается в 20-й главе романа Рафаэлло Джованьоли «Спартак» 1874 года. Крикс, командующий корпусом армии Спартака в 30 тыс. человек становится жертвой коварства своего контубернала гречанки Эвтибиды, вступившей в переговоры с Крассом и передавшей Криксу ложный приказ занять высоту Гарган. Туда является войско претора Сицилии Марка Красса и после ожесточённого боя уничтожает войско Крикса, при этом погибает 10 тыс. римлян. Красс приказывает распять 800 повстанцев, попавших в плен. Спартак справляет тризну над телом Крикса, заставив 300 пленных римлян сражаться до смерти как гладиаторов.